# Gutshaus Flessenow

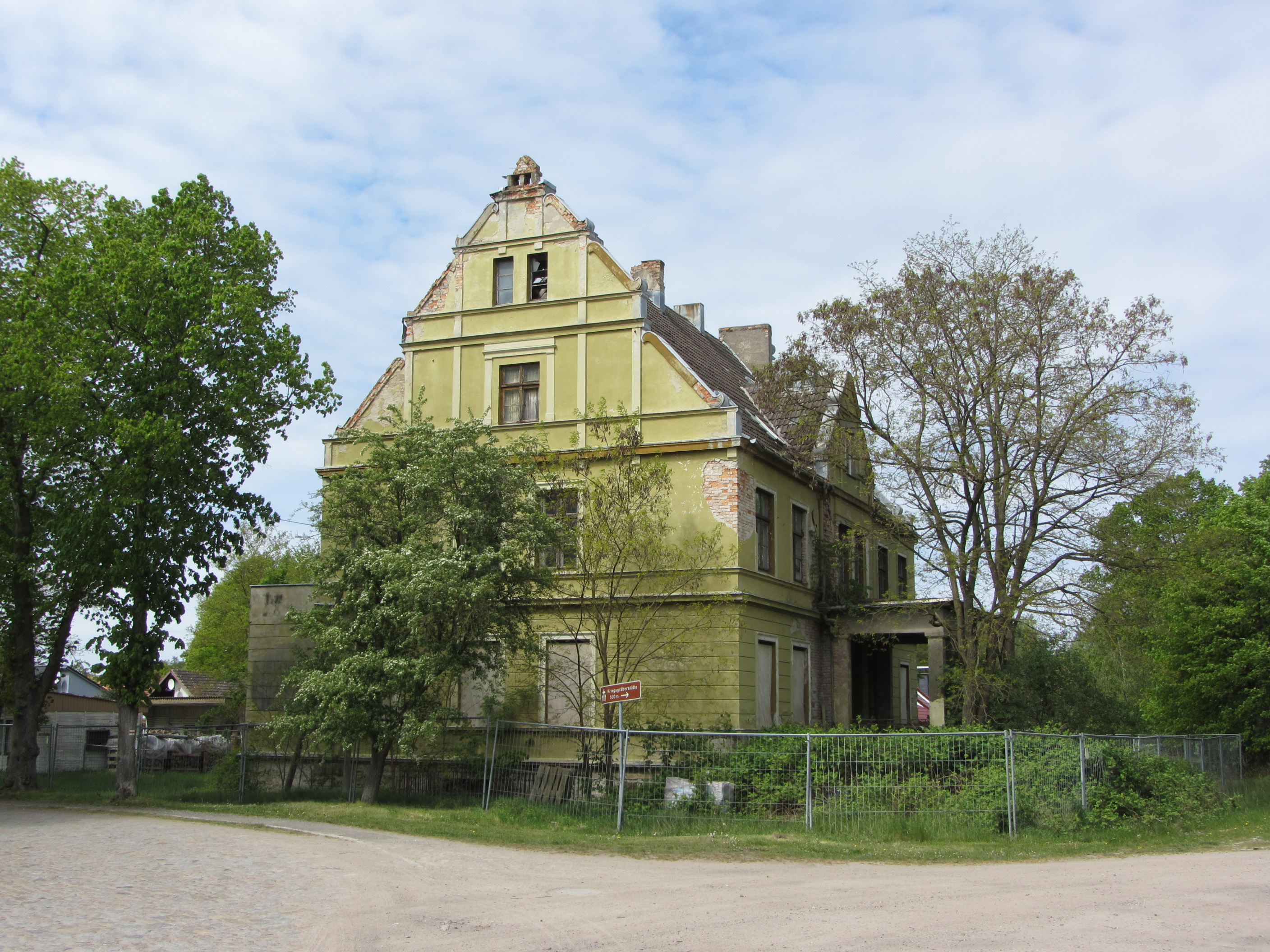
Das Gutshaus in Flessenow im Jahr 2014

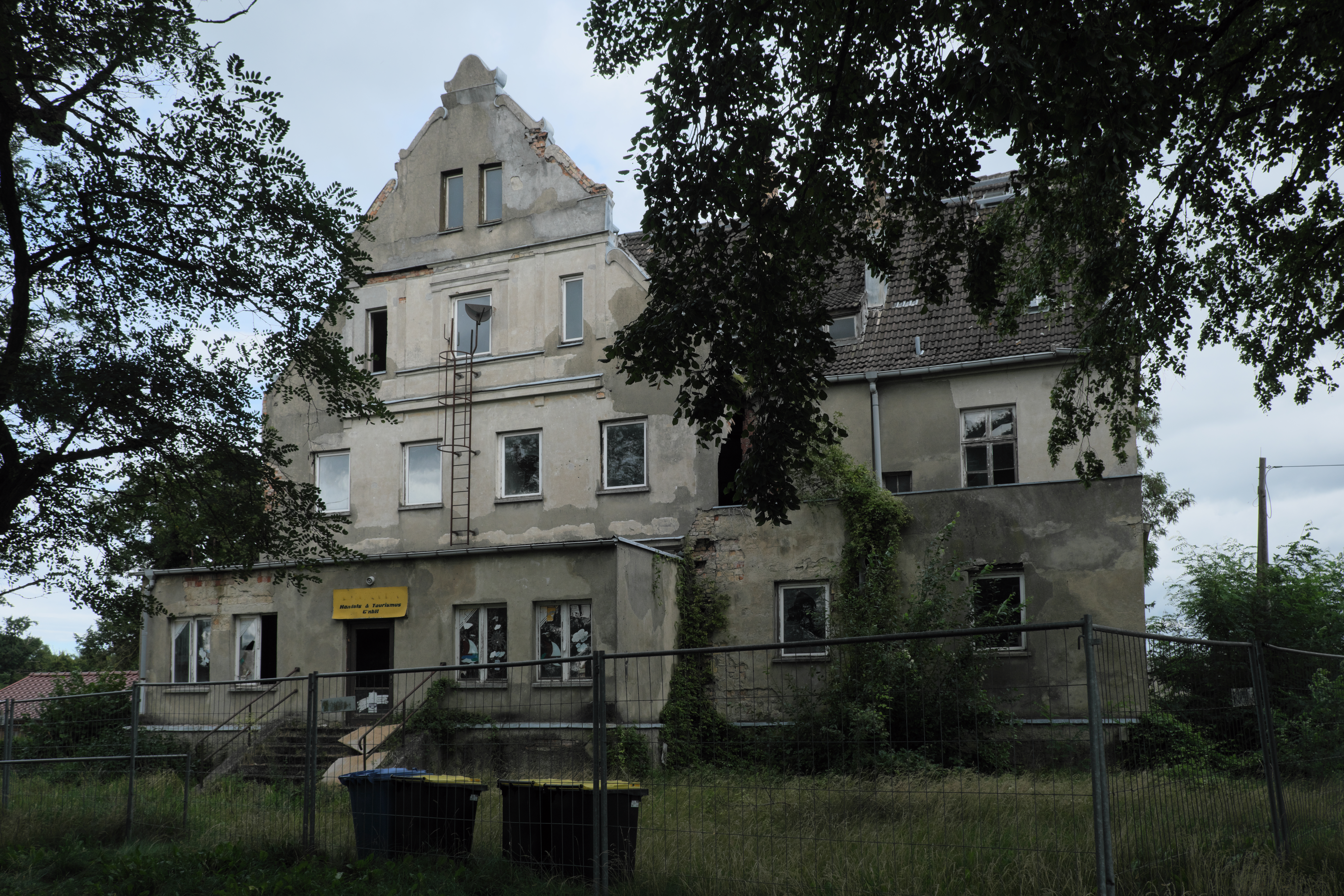
Das Gutshaus im Jahr 2023

Das Gutshaus in Flessenow, einem Gemeindeteil von Dobin am See im Landkreis Ludwigslust-Parchim in Mecklenburg-Vorpommern, ist ein geschütztes Baudenkmal.
Das Gutshaus an der Lindenstraße 8 ist ein verputzter Bau der Neorenaissance. Eine Kastanienallee verläuft bis zum Schweriner See. 
Zu DDR-Zeiten wurde das Haus bewohnt und beherbergte auch den Konsum des Dorfes. Im Jahr 2023 war es in einem ruinösen Zustand. 
Die Gebäude der Gutsanlage wurden weitestgehend abgetragen.